# Robustanoplodera
Robustanoplodera är ett släkte av skalbaggar. Robustanoplodera ingår i familjen långhorningar.
Kladogram enligt Catalogue of Life:
| Robustanoplodera | \| \| Robustanoplodera bicolorimembris \| \| \| \| \| \| Robustanoplodera inauraticollis \| \| \| \| \| \| Robustanoplodera lepesmei \| \| \| \| \| \| Robustanoplodera taiyal \| \| \| \| \| \| Robustanoplodera tricolor \| \| \| \| \| \| Robustanoplodera viridipennis \| \| \| \| |
|                  | \| \| Robustanoplodera bicolorimembris \| \| \| \| \| \| Robustanoplodera inauraticollis \| \| \| \| \| \| Robustanoplodera lepesmei \| \| \| \| \| \| Robustanoplodera taiyal \| \| \| \| \| \| Robustanoplodera tricolor \| \| \| \| \| \| Robustanoplodera viridipennis \| \| \| \| |
|                  | Robustanoplodera bicolorimembris |
|                  | |
|                  | Robustanoplodera inauraticollis |
|                  | |
|                  | Robustanoplodera lepesmei |
|                  | |
|                  | Robustanoplodera taiyal |
|                  | |
|                  | Robustanoplodera tricolor |
|                  | |
|                  | Robustanoplodera viridipennis |
|                  | |